# Joaquim Caetano
Joaquim Caetano da Silva (Jaguarão, 2 de setembro de 1810 — Niterói, 28 de fevereiro de 1873) foi um diplomata e professor brasileiro, patrono na Academia Brasileira de Letras.

## Biografia
Joaquim Caetano era filho de Antônio José da Silva e Ana Maria Floresbina. Ainda adolescente vai estudar em França, formando-se em medicina pela Faculdade de Montpellier em 1837.
Em 1838 retornou ao Brasil, lecionando no Colégio Pedro II as matérias de retórica, português e grego, sendo mais tarde reitor desta instituição. Foi membro do Instituto Histórico e Geográfico Brasileiro.
Em 14 de novembro de 1851 foi nomeado pelo imperador Pedro II do Brasil encarregado dos negócios brasileiros na Holanda, onde foi em 1854 o cônsul-geral. Durante sua estada diplomática conduziu em Haia as negociações para a delimitação das fronteiras com o Suriname (1853), que somente em 1906 teriam uma solução definitiva.
Em 1861 publicou em francês o tratado "L’Oyapock et l’Amazone", defendendo as posições brasileiras em face da questão limítrofe com a Guiana Francesa, na região chamada "Contestado do Amapá".
Dirigiu de 1869 a 1873 o Arquivo Nacional.

## Academia Brasileira de Letras
Joaquim Caetano foi escolhido para o patronato da cadeira 19 do Silogeu Brasileiro, por seu primeiro ocupante, Alcindo Guanabara.